# Kościół Zbawiciela w Dębowcu
Kościół Zbawiciela w Dębowcu – kościół ewangelicko-augsburski w Dębowcu, w województwie śląskim w Polsce. Należy do parafii ewangelicko-augsburskiej w Skoczowie.

## Historia
Po powstaniu cmentarza katolickiego w Dębowcu, wśród miejscowych ewangelików powstało pragnienie posiadania własnej nekropolii. Zawiązano Ewangelicką Gminę Cmentarną, która zajęła się wyznaczeniem miejsca pod cmentarz, gdzie w 1869 r. wybudowano niewielką kaplicę, a na jej wieży zawieszono dzwon.
W kaplicy nie odbywały się nabożeństwa z uwagi na jej małą powierzchnię. W 1912 r. zastąpiono ją więc nową, trzykrotnie większą, gdzie odbywały się nabożeństwa pogrzebowe. Nabożeństwa niedzielne prowadzono w niej dwa razy do roku. Na wieży kaplicy umieszczono trzy dzwony.
W 1937 r. w budynku kaplicy wstawiono organy, sfinansowane przez Koło Związku Polskiej Młodzieży Ewangelickiej.
Kaplica została rozbudowana na kościół w 2000 r. Powiększono liczbę miejsc z 170 do 230. W 2006 r. oddano do użytku nowy dom zborowy.
Od 2001 r. nabożeństwa odbywają się we wszystkie niedziele i święta.